# Euhesma palpalis
Euhesma palpalis är en biart som först beskrevs av Michener 1965.  Euhesma palpalis ingår i släktet Euhesma och familjen korttungebin. Inga underarter finns listade i Catalogue of Life.

## Bildgalleri

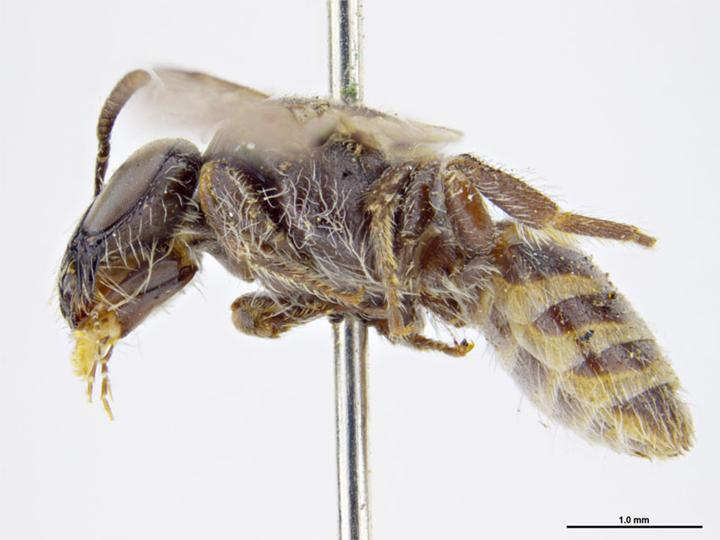